# Branko Stanković
Branislav "Branko" Stanković (en serbi: Бpaниcлaв "Бpaнкo" Cтaнкoвић, 31 d'octubre de 1921 - 20 de febrer de 2002) fou un futbolista serbo-bosnià de la dècada de 1940 i entrenador.
Fou 61 cops internacional amb la selecció iugoslava amb la qual participà en els Mundials de 1950 i 1954.
Pel que fa a clubs, defensà els colors de SK Slavija Sarajevo, BSK Belgrad i Estrella Roja de Belgrad.
Fou un destacat entrenador, dirigint, entre d'altres Željezničar, Estrella Roja de Belgrad, Fenerbahçe S.K. i Beşiktaş J.K. a Turquia, FC Porto a Portugal, i AEK Atenes, Aris Thessaloniki i PAOK Thessaloniki a Grècia.

## Palmarès
Jugador
BSK Beograd
- Lliga sèrbia de futbol (2)
  - 1942-43, 1943-44

Estrella Roja de Belgrad
- Lliga iugoslava de futbol (4)
  - 1951, 1952-53, 1955-56, 1955-57
- Copa iugoslava de futbol (3)
  - 1948, 1949, 1950

Entrenador
FK Vojvodina
- Lliga iugoslava de futbol (1)
  - 1965-66

AEK Atenes
- Lliga grega de futbol (1)
  - 1970-71

Estrella Roja de Belgrad
- Lliga iugoslava de futbol (2)
  - 1979-80, 1980-81

Fenerbahçe
- Lliga turca de futbol (1)
  - 1982-83
- Copa turca de futbol (1)
  - 1982-83

Beşiktaş
- Lliga turca de futbol (1)
  - 1985-86